# Ranunculus amplus
Ranunculus amplus är en ranunkelväxtart som beskrevs av Neville Grant Walsh och B.G.Briggs. Ranunculus amplus ingår i släktet ranunkler, och familjen ranunkelväxter. Inga underarter finns listade i Catalogue of Life.